# Ельчо (река)
Ельчо (исп. Río Yelcho) — река в области Лос-Лагос Чили.

## География
Река берёт начало в одноимённом озере в провинции Палена. Высота истока — 70 м над уровнем моря. Течёт на северо-запад, впадает в залив Корковадо Тихого океана южнее Чайтена.
Длина реки составляет 40 км (330 км с учётом длины притока Футалеуфу и озера Ельчо), а общая площадь бассейна равна 10978 км² (большая часть бассейна находится на территории Чили, меньшая — на территории Аргентины). Средний расход воды — 735 м³/с.

## Притоки
- Футалеуфу
- Куила-Сека
- Азуладо
- Анредадерас
- Малито

Воды реки богаты рыбой, в том числе здесь водится форель, чавыча и сёмга.